# Maloiaroslavets
Maloiaroslavets (em russo:  Малояросла́вец) é uma cidade e o centro administrativo do Distrito de Maloiaroslavetski no Óblast de Kaluga, na Rússia. Localizada na margem direita do Rio Luzha (na bacia do Rio Oka), fica a 61 quilômetros (3861 quilômetros (38 mi) a nordeste de Kaluga, o centro administrativo do óblast. Em 2010, sua população era 30 392.

## História
Foi fundada no final do século XIV e o chamado Iaroslavets. Em 1485, a cidade foi anexada pelo Grão-Ducado de Moscou e renomeada Maloiaroslavets para distingui-la de Iaroslavi. Durante a invasão francesa da Rússia, a Batalha de Maloiaroslavets teve lugar perto desta cidade, em outubro de 1812. A batalha foi comemorada com uma ampla catedral construída na Ilha Negra (Chyornoostrovsky) em 1843.
Uma série de batalhas ferozes também foram travadas perto de Maloiaroslavets durante a Batalha de Moscou, entre 1941 e 1942. A cidade foi capturada pelo exército alemão em outubro de 1941, e libertada pelo Exército Vermelho em 2 de janeiro 2 de 1942.

## Situação administrativa e municipal
Dentro do quadro de divisões administrativas, Maloiaroslavets serve como centro administrativo de Distrito de Maloiaroslavetski, ao qual ela está diretamente subordinada. Como uma divisão municipal, a cidade de Maloyaroslavets toma a forma do Assentamento Urbano de Maloiaroslavets.

## Cidades gêmeas e irmãs
Maloyaroslavets é geminada com:
- Barisaw, Bielorrússia
- Ischia, Itália
- Serpukhov, Rússia
- Aleksin, Rússia